# 2710 Veverka
2710 Veverka este un asteroid din centura principală, descoperit pe 23 martie 1982, de Edward Bowell.